# Chelanops kuscheli
Chelanops kuscheli är en spindeldjursart som beskrevs av Beier 1955. Chelanops kuscheli ingår i släktet Chelanops och familjen blindklokrypare. Inga underarter finns listade i Catalogue of Life.